# Marc Roca
Marc Roca Junqué (ur. 26 listopada 1996 w Vilafranca del Penedès) – hiszpański piłkarz występujący na pozycji pomocnika w hiszpańskim klubie Real Betis.

## Sukcesy

### Bayern Monachium
- Mistrzostwo Niemiec: 2020/2021, 2021/2022

### Hiszpania U-21
- Mistrzostwo Europy U-21: 2019